# Dicaelotus montanus
Dicaelotus montanus là một loài tò vò trong họ Ichneumonidae.